# Juliano de Ascalão
Juliano de Ascalão (fl. século VI) foi um arquiteto bizantino do século VI da Diocese do Oriente conhecido pela sua autoria do tratado Sobre as leis e costumes na Palestina. Ainda hoje não se sabe se seu trabalho foi uma obra não oficial ou uma prescrição de políticas para regular as atividades de construção na área. Na obra, regulou as sarjetas e esgotos e a plantação de árvores e vinhas, bem como distinguiu edifícios industriais, termas, pousadas, edifícios privados, etc. Sua obra foi preservada no apêndice do Livro do Eparca e no Hexabiblo de Constantino Armenópulo. Alguns capítulos de seu tratado são por vezes comparados com o Livro de jurisprudência siro-romano.